# Wompou
Wompou är en kommun i departementet Sélibabi i regionen Guidimaka i Mauretanien. Kommunen hade 39 013 invånare år 2013.